# 唐永业
唐永业（1935年7月—），男，山东蓬莱人，中国生化制药专家，曾任化工部北京医药工业研究院高级工程师，中国药学会常务理事，药典委员会委员。